# Logan Paul
Logan Alexander Paul (Westlake, 1º aprile 1995) è uno youtuber, wrestler e imprenditore statunitense.
Dal 2022 è sotto contratto con la WWE e ha detenuto una volta lo United States Championship.

## Biografia
Logan Paul è nato il 1º aprile 1995 a Westlake (Ohio) da Pamela Ann Stepnick e Gregory Allan Paul; ha affermato di avere origini britanniche e tedesche. Cresciuto in Ohio con suo fratello minore Jake, ha iniziato a caricare video sul canale YouTube Zoosh quando aveva dieci anni.
In gioventù Logan Paul ha frequentato la Westlake High School di Westlake (Ohio); successivamente ha seguito i corsi di ingegneria industriale all'Ohio University di Athens (Ohio) prima di interrompere gli studi nel 2014 per perseguire una carriera come intrattenitore sui social media.

## Carriera

### Internet
Logan Paul è diventato famoso per aver pubblicato parecchi video su Vine. Nel febbraio 2014, ha avuto oltre 3,1 milioni di follower su varie piattaforme di social media. Verso il mese di aprile del 2014 aveva raggiunto 105 000 follower su Twitter, 361 000 follower su Instagram, 31 000 "Mi piace" sulla sua pagina Facebook e circa 150 000 iscritti sul suo canale YouTube. Nel 2015 è stato classificato come il decimo personaggio più influente su Vine, con i suoi video di sei secondi che gli hanno fruttato centinaia di migliaia di dollari di entrate pubblicitarie.
Paul pubblica un vlog giornaliero su YouTube che lo include ad esibirsi in sfide, mentre il suo altro canale YouTube, TheOfficialLoganPaul, è il luogo in cui pubblica i cortometraggi. Paul è stato coinvolto in una serie di campagne pubblicitarie, tra cui Hanes, PepsiCo e HBO. Nel 2016 Comcast ha acquistato una serie TV digitale, chiamata Logan Paul Vs. Attualmente pubblica un video ogni giorno sul canale Logan Paul Vlogs.
Nel febbraio 2017 Dwayne Johnson pubblica un video sul suo canale YouTube, chiamato "Logan Paul è stato tagliato da, tipo, tutti i film di The Rock", un film con lui e Paul, in cui Johnson informa Paul che è stato tagliato da tutti i film di Johnson e facendolo diventare "l'ambasciatore" del suo prossimo film, Baywatch. Ad aprile, Johnson e Paul si sono riuniti per un altro video intitolato "Logan Paul è, del tutto, terribilmente innamorato di Alexandra Daddario", in cui Paul cerca di impressionare Johnson per vincere una parte nel film, innamorandosi, però, dell'attrice Alexandra Daddario.
Nel marzo 2019 Paul pubblicò quello che molti hanno definito un "mockumentary", Flat Earth, nel quale si supponeva fosse un documentario sulla Flat Earth Theory. Nel video, Paul ha intervistato molti autoproclamatisi terrapiattisti e ha tenuto un discorso alla 2018 Flat Earth International Conference, tenutasi a Denver, in Colorado. Nonostante ciò che Paul aveva affermato in precedenza, la cosiddetta "Documentry" sarebbe meglio definita come una commedia d'abbozzo, a differenza di ciò che molti avevano ipotizzato.

### Televisione
Logan Paul è apparso nelle seguenti serie televisive:
- Law & Order-Unità Vittime Speciali - un episodio (2015)
- Stitchers - due episodi (2016)
- Bizaardvark - un episodio (2016)
- Walk the Prank - un episodio (2016)
- Foursome - ventiquattro episodi (2017)

### Pugilato
Il 3 febbraio 2018, dopo il suo incontro di pugilato dilettantistico con Joe Weller, il personaggio di YouTube Olajide "JJ" Olatunji, meglio conosciuto come KSI, ha sfidato Paul a un incontro di boxe sfidando anche il fratello Jake e l'ex calciatore Rio Ferdinand.
Il 24 febbraio 2018 fu annunciato che i fratelli Paul avrebbero combattuto contro i fratelli Olatunji (KSI e suo fratello minore Deji, noto anche come ComedyShortsGamer) in una serie di incontri di pugilato, con Logan contro KSI in un match e Jake contro Deji nell'altro. La lotta finì in pareggio con due giudici che segnarono il combattimento come 57-57 e un terzo giudice, che decise che era 58-57 in favore di KSI. Inoltre nel 6 giugno del 2021 Logan sfidò Floyd Mayweather in uno scontro in cui non ha avuto la meglio.

## Record pugilistico
| Risultato | Record | Avversario           | Metodo            | Data            | Round | Città       | Note                                                                         |
| --------- | ------ | -------------------- | ----------------- | --------------- | ----- | ----------- | ---------------------------------------------------------------------------- |
| Vittoria  | 1-1-1  | Dillon Danis         | Squalifica        | 14 ottobre 2023 | 6 (6) | Manchester  | Danis viene squalificato dopo aver tentato una sottomissione sull’avversario |
| -         | 0-1-1  | Floyd Mayweather Jr. | -                 | 6 giugno 2021   | 8     | Miami       | Esibizione senza punteggio                                                   |
| Sconfitta | 0-1-1  | KSI                  | Decisione (punti) | 9 novembre 2019 | 6     | Los Angeles | Incontro professionistico. Debutta tra i professionisti.                     |
| Pareggio  | 0-0-1  | KSI                  | Decisione (punti) | 25 agosto 2018  | 6     | Manchester  | Incontro amatoriale                                                          |

## Vita privata

### Residenza
Nell'ottobre 2015 Paul ha vissuto nello stesso complesso residenziale di Hollywood and Vine a Hollywood, California, di altre celebrità dei social media come Amanda Cerny, Juanpa Zurita e Andrew Bachelor, con i suoi compagni di stanza Mark Dohner ed Evan "Dwarf Mamba" Eckenrode. Questa vicinanza ha facilitato varie collaborazioni sui rispettivi video. Nell'ottobre 2017, Paul ed Eckenrode si sono trasferiti in una tenuta a Encino, in California, dopo essere stati sfrattati dalla loro precedente residenza. Nel 2018 Paul rivelò che una ventina di persone vivevano con lui nella sua tenuta.

### Salute
Nell'ottobre 2017 Paul ha rivelato al Jimmy Kimmel Live! che aveva perso il 15% del suo testicolo destro a seguito di uno stunt per uno dei suoi video su Vine, durante il quale era atterrato male su una sedia. Tre giorni dopo Paul decise di andare in un ospedale dove gli fu detto che il testicolo destro era stato danneggiato.
Paul è discromatopsico, tuttavia è stato parodiato e criticato dalle personalità di YouTube come h3h3 Productions e iDubbbz per aver simulato le sue reazioni in un video in cui ha usato occhiali a correzione cromatica per la prima volta. Lo stesso Paul ammette di aver "abbellito" e "esagerato le sue reazioni", ma ha aggiunto di non aver mentito sulla sua menomazione.
Nel febbraio 2019, Paul rivelò di avere un danno cerebrale che aveva subito ai tempi della scuola superiore e che influirebbe sulla sua capacità di provare empatia e avere una connessione umana con gli altri.

### Famiglia
Nel 2024 Paul ha avuto la sua prima figlia.

## Controversie
Il 31 dicembre 2017 Paul ha caricato un video di sé stesso e di tre amici che, dopo aver scoperto un cadavere di un uomo che si era impiccato a Aokigahara, nota anche come "foresta dei suicidi", in Giappone. creò indignazione per la reazione divertita e le risate dello YouTuber e dei suoi amici. Il video è stato rimosso meno di un giorno dopo il suo caricamento e ha scatenato reazioni negative sui social media. Una dichiarazione di YouTube afferma che ha violato le sue politiche sulle immagini violente e sanguinose. La faccia dell'uomo era sfocata, lasciando visibile il resto del suo corpo. Paul ha pubblicato una prima scusa scritta su Twitter e un successivo video di scuse su YouTube, chiedendo ai suoi fan di smettere di difenderlo. Le critiche sono aumentate una volta scoperto il fatto che durante tutto il viaggio ha documentato dei comportamenti irrispettosi o di cattivo gusto nei confronti della popolazione.

## Carriera nel wrestling
Nel 2021 apparve in WWE nella puntata di SmackDown del 2 aprile 2021 come ospite di Sami Zayn e, successivamente, a WrestleMania 37, dove commentò il match tra lo stesso Zayn e Kevin Owens. Al termine del suddetto incontro, Paul si complimentò con il vincitore Owens e quest'ultimo lo colpì con la Stunner. Il 2 aprile, nella prima serata di WrestleMania 38, Paul e The Miz trionfarono su Dominik e Rey Mysterio, ma al termine dell'incontro lo stesso The Miz colpì Paul con la Skull-Crushing Finale. Il 30 luglio, a SummerSlam, ebbe poi la meglio su The Miz. Il 5 novembre affrontò Roman Reigns per l'Undisputed WWE Universal Championship a Crown Jewel, al suo terzo match in federazione, venendo sconfitto.
Affrontò poi Seth Rollins a WrestleMania 39 venendo sconfitto. Il 4 novembre, a Crown Jewel, sconfisse Rey Mysterio vincendo lo United States Championship, il suo primo titolo in WWE.
Il 27 gennaio, a Royal Rumble, difese il titolo statunitense contro Kevin Owens vincendo per squalifica. Nella puntata di SmackDown del 16 febbraio combatté il suo primo match nello show prevalendo su The Miz e qualificandosi per l'elimination chamber match. Il 24 febbraio, ad Elimination Chamber: Perth, partecipò all'elimination chamber match per determinare lo sfidante al World Heavyweight Championship ma venne eliminato da Randy Orton.  Il 7 aprile, a WrestleMania XL, mantenne il titolo contro Kevin Owens e Randy Orton.
Nella puntata di SmackDown del 7 giugno, Knight lanciò una sfida a Paul per il suo titolo, ma rifiutò. La settimana successiva, venne mandato in onda un segmento dove Paul faceva ritorno nella sua casa, trovando però Night nella sua piscina steso su un lettino. Nella puntata seguente, Night venne interrotto durante un promo da Santos Escobar neutralizzando i suoi attacchi, salvo poi venire attaccato dal campione. Nella puntata del 28 luglio, si tenne un match tra Paul, Night ed Escobar per qualificarsi al Money in the Bank dove ne uscì come vincitore LA Night schienandolo. Il 12 luglio, LA Night richiese una chance titolata visto i suoi recenti risultati e per lo schienamento ai danni del campione, firmando già il contratto per ufficializzare l'incontro. Una settimana più tardi, si tenne la firma del contratto che ufficializzò il match tra i due valido per il titolo, concluso con un tentativo di Paul di colpire alle spalle Night che riuscì a contrattaccare senza andare però a segno. Il 3 agosto a SummerSlam, venne sconfitto da LA Night mettendo fine al regno durato 273 giorni.
Nel febbraio del 2025 Logan Paul torno sul ring durante la Royal Rumble, nello stesso mese sconfigge Rey Mysterio qualificandosi per l'Elimination Chamber. Nel mach nella gabbia elimina Damian Priest per poi essere eliminato da CM Punk. A WrestleMania 41 sconfigge AJ Styles grazie al interferenza di Karrion Kross. A Saturday Night's Main Event sfida, senza successo, Jey Uso per il World Heavyweight Championship. Durante il match John Cena ha provato a far vincere Logan, ma è intervenuto Cody Rhodes in aiuto di Jey. Questo porta a tag team match a Money in the Bank.

## Personaggio

### Mosse finali
- One Lucky Punch (Knockout punch)[41]
- The Paulverizer (Fireman's Carry into Modified DDT)[42]
- Frog Splash[42]

### Soprannomi
- "The Maverick"[41]
- "The Social Media Megastar"[41]
- "The Ultimate Influencer"[43]

## Titoli e riconoscimenti
- WWE
  - WWE United States Championship (1)[23]

- Pro Wrestling Illustrated
  - 37º tra i 500 migliori wrestler singoli nella PWI 500 (2024)[44]